# Ulli Chivall
Ulli Chivall (auch Ulli Chival; * vor 1968) ist ein deutscher Schauspieler.

## Leben
1968 gehörte er bei der deutschsprachigen Erstaufführung von Hair in München zu der Zweitbesetzung des Musicals. Ein Mitschnitt dieser Aufführung wurde bei Polydor veröffentlicht.
In den 1970er- und 1980er-Jahren war Chivall als Nebendarsteller in einigen Fernsehproduktionen zu sehen. Als seinen ersten Filmauftritt führt die Filmdatenbank IMDb die Kriminalkomödie Vier gegen die Bank aus dem Jahr 1976, eine Fernsehproduktion der ARD, bei der Wolfgang Petersen Regie führte.
In der US-amerikanischen Miniserie Holocaust – Die Geschichte der Familie Weiß spielte er 1978 den jüdischen Partisanen Vanya aus Warschau. 1981 wirkte er in einer Folge der Kriminalserie Derrick mit.

## Filmografie
- 1976: Vier gegen die Bank (Fernsehfilm)
- 1978: Holocaust – Die Geschichte der Familie Weiss
- 1981: Derrick – Kein Garten Eden
- 1988: Schwarz-Rot-Gold – Zucker, Zucker